# Neoclytus sobrinus
Neoclytus sobrinus är en skalbaggsart som först beskrevs av François Louis Nompar de Caumont de Laporte och Hippolyte Louis Gory 1841.  Neoclytus sobrinus ingår i släktet Neoclytus och familjen långhorningar.
Artens utbredningsområde är:
- Paraguay.
- Uruguay.

Inga underarter finns listade i Catalogue of Life.